# Татишвили, Нодико
Нодико Нодар Татишвили (груз. ნოდიკო "ნოდარ" ტატიშვილი; род. 5 ноября 1986 года) — грузинский певец, который вместе с Софо Геловани представлял Грузию на конкурсе песни «Евровидение 2013», с композицией «Waterfall».

## Биография
Посредством внутреннего отбора, национальный вещатель Грузии GPB, выбрало Софо Геловани представителем Грузии на «Евровидение 2013», вместе с Нодико Татишвили. Известно, что песню написал автор песни Loreen, «Euphoria». В финале конкурса представители Грузии заняли 15 место, набрав 50 баллов.